# Giovanni De Prà
Giovanni De Prà (28. červen 1900 Janov, Italské království – 15. červen 1979 Janov, Itálie) byl italský fotbalový brankář. Jedna se o jednu z nejdůležitějších postav italského fotbalu, mistr z raného období.
Fotbalu se začal věnovat v mladém věku v malém klubu Spes FC. Zanedlouho si ho všiml slavný trenér Janova William Garbutt, který ho donutil přestoupit do klubu Rossoblu. Vydržel 13 sezon a slavil dvakrát titul (1922/23 a 1923/24). První ze dvou titulů byl po rekordní jízdě, čítající 33 zápasů bez porážky. Juventus se ho snažil koupit tím, ale byl neprodejný.
S italskou reprezentací získal bronzovou medaili na fotbalovém turnaji olympijských her roku 1928. Zúčastnil se též OH 1924. Celkem za národní tým odehrál 19 utkání.
Po jeho smrti v roce 1979 byla po něm pojmenována silnice, která vede mezi potokem Bisagno a janovským stadionem.

## Hráčská statistika
| Sezóna  | Klub    | Liga      | Liga   | Liga       | Ligové poháry | Ligové poháry | Ligové poháry | Kontinentální poháry | Kontinentální poháry | Kontinentální poháry | Celkem | Celkem |
| Sezóna  | Klub    | Soutěž    | Zápasy | Obdr. Góly | Soutěž        | Zápasy        | Góly          | Soutěž               | Zápasy               | Góly                 | Zápasy | Góly   |
| ------- | ------- | --------- | ------ | ---------- | ------------- | ------------- | ------------- | -------------------- | -------------------- | -------------------- | ------ | ------ |
| 1921/22 | Janov   | 1. Divize | 8      | -6         | -             | 0             | 0             | -                    | 0                    | 0                    | 8      | -6     |
| 1922/23 | Janov   | 1. Divize | 13     | -11        | -             | 0             | 0             | -                    | 0                    | 0                    | 13     | -11    |
| 1923/24 | Janov   | 1. Divize | 13     | -10        | -             | 0             | 0             | -                    | 0                    | 0                    | 13     | -10    |
| 1924/25 | Janov   | 1. Divize | 27     | -31        | -             | 0             | 0             | -                    | 0                    | 0                    | 27     | -31    |
| 1925/26 | Janov   | 1. Divize | 22     | -29        | -             | 0             | 0             | -                    | 0                    | 0                    | 22     | -29    |
| 1926/27 | Janov   | 1. Divize | 26     | -36        | -             | 0             | 0             | -                    | 0                    | 0                    | 26     | -36    |
| 1927/28 | Janov   | 1. Divize | 30     | -43        | -             | 0             | 0             | -                    | 0                    | 0                    | 30     | -43    |
| 1928/29 | Janov   | 1. Divize | 20     | -27        | -             | 0             | 0             | Stř.P                | 1                    | -5                   | 21     | -32    |
| 1929/30 | Janov   | Serie A   | 23     | -25        | -             | 0             | 0             | -                    | 0                    | 0                    | 23     | -25    |
| 1930/31 | Janov   | Serie A   | 2      | -1         | -             | 0             | 0             | -                    | 0                    | 0                    | 2      | -1     |
| 1931/32 | Janov   | Serie A   | 21     | -31        | -             | 0             | 0             | -                    | 0                    | 0                    | 21     | -31    |
| 1932/33 | Janov   | Serie A   | 16     | -29        | -             | 0             | 0             | -                    | 0                    | 0                    | 16     | -29    |
| Celkově | Celkově | Celkově   | 221    | -279       | -             | 0             | 0             | -                    | 1                    | -5                   | 222    | -284   |

## Úspěchy

### Klubové
- 2× vítěz italské ligy (1922/23, 1923/24)

### Reprezentační
- 1x na MP (1927-1930 - zlato)
- 2x na OH (1924, 1928 - bronz)